# Дербі (Колорадо)
Дербі (англ. Derby) — переписна місцевість (CDP) в США, в окрузі Адамс штату Колорадо. Населення — 8407 осіб (2020).

## Географія
Дербі розташоване за координатами 39°50′27″ пн. ш. 104°54′59″ зх. д. / 39.84083° пн. ш. 104.91639° зх. д. (39.840791, -104.916254).  За даними Бюро перепису населення США в 2010 році переписна місцевість мала площу 4,55 км², з яких 4,51 км² — суходіл та 0,04 км² — водойми.

## Демографія
Згідно з переписом 2010 року, у переписній місцевості мешкало 7685 осіб у 2262 домогосподарствах у складі 1695 родин. Густота населення становила 1690 осіб/км².  Було 2445 помешкань (538/км²).
Расовий склад населення:
| - 65,8 % — білих - 1,5 % — корінних американців - 1,1 % — чорних або афроамериканців - 0,6 % — азіатів - 27,2 % — осіб інших рас |

До двох чи більше рас належало 3,9 %. Частка іспаномовних становила 64,2 % від усіх жителів.
За віковим діапазоном населення розподілялося таким чином: 32,4 % — особи молодші 18 років, 59,5 % — особи у віці 18—64 років, 8,1 % — особи у віці 65 років та старші. Медіана віку мешканця становила 30,1 року. На 100 осіб жіночої статі у переписній місцевості припадало 107,7 чоловіків;  на 100 жінок у віці від 18 років та старших — 106,4 чоловіків також старших 18 років.
Середній дохід на одне домашнє господарство  становив 54 782 долари США (медіана — 41 503), а середній дохід на одну сім'ю — 51 963 долари (медіана — 42 862). Медіана доходів становила 40 544 долари для чоловіків та 31 490 доларів для жінок. За межею бідності перебувало 24,0 % осіб, у тому числі 32,6 % дітей у віці до 18 років та 18,2 % осіб у віці 65 років та старших.
Цивільне працевлаштоване населення становило 3342 особи. Основні галузі зайнятості: науковці, спеціалісти, менеджери — 14,9 %, роздрібна торгівля — 13,7 %, освіта, охорона здоров'я та соціальна допомога — 13,2 %, транспорт — 13,0 %.